# 2001年南丹矿难
2001年南丹矿难發生於7月17日凌晨3时中國广西河池地區南丹县，地下水淹没了与之相邻的七个矿井，井下作业的81名矿工遇难。事故后，礦主策劃、並獲南丹县委、河池地委支持，用黑社会等手段封鎖消息12天。理由是涉事企业被查封将影响地方财政收入，“弄不好大家都死定了”。

## 礦井
地下水透水的是龙泉矿冶总厂的拉甲坡矿，牽連相鄰龙山矿、田角锌矿。

## 封鎖消息
程美东（北京大学马克思主义学院副院長）在著作《透视当代中国重大突发事件》載「南丹县委书记万瑞忠、县长唐毓盛、副书记莫壮龙、副县长韦学光、原河池地委书记莫振汉等的直接或间接支持下，在矿主黎东明的一手策划下，动用了包括黑社会组织在内的一切手段对这起特大事故实行了严密的消息封锁，致使事故长达12天得不到及时有效处理。」並評論「其手段十分卑鄙，影响极其恶劣」。

## 事后
南丹矿难被新闻媒体披露后，中国政府对此事高度重视，中央领导人指示“一定要把事故事实真相查个水落石出”。2001年8月3日，以国家经贸委主任李荣融为组长的中央工作组赴广西南丹进行调查。2001年8月6日，中国国务院副总理吴邦国主持会议，专题研究了南丹矿难，并决定成立由国务院安全生产委员会副主任、国家安全生产监督管理局局长张宝明为组长，公安部副部长罗锋、监察部副部长陈昌智为副组长，中宣部、国家经贸委、公安部、监察部、国土资源部、安全监管局、全国总工会及最高人民检察院等8个部门参与的国务院“7·17”特大事故调查组。
国务院调查组于2001年8月8日赶赴广西，8月9日到达南丹，随后立即投入事故抢险排水和善后工作。按照8月6日会议纪要确定的“三个查清”的任务，同时展开事故原因、事故责任和社会治安的调查。到8月20日20时，事故涉及的7个矿井的积水全部排干。 通过现场勘察取证、技术分析和对有关人员的调查，历经3个月的时间，查明了事故发生的原因、隐瞒事故的真相和相关的责任，对黎东明等涉黑问题的调查也取得了进展，对128名责任者进行了刑事追究或党纪、政纪处理提出了建议，对大厂矿业秩序整治提出了措施。
中国人寿保险公司广西分公司于2001年9月30日召开南丹“7·17”透水事故理赔大会，向在南丹“7·17”透水事故中遇难矿工的保险受益人给付保险金，共向78名遇难矿工家属支付保险金156万元。

## 审判与追责
2002年6月5日上午，广西南宁市中级人民法院依法对南丹“7.17”特大透水事故系列案件中的4名被告人作出一审判决。原南丹县委书记万瑞忠被判处死刑，经最高人民法院核准后于2004年2月20日执行；原南丹县长被判处有期徒刑29年，决定执行20年；原南丹县委副书记被判处有期徒刑11年，决定执行10年；原南丹县副县长被判处有期徒刑14年，决定执行13年。
事发矿井的矿主黎东明一审被判处有期徒刑20年，后违规获取保外就医出监前往云南，成为蒙自矿冶的实际控制人。2015年，广西壮族自治区监狱管理局原政委钟世范以及自治区司法厅原副厅长梁振林案件爆发后，黎东明被重新收监，2019年6月29日在广西病亡。
原河池地委书记、行署专员和一名副行署专员已被撤职，由纪检监机关审查；负有分管责任的广西壮族自治区一名副主席被行政记过处分；另有120多名涉案人员分别被逮捕被审查。

## 引用文獻
1. 1 2  . 新浪新聞. 2019-11-01.原刊於新华每日电讯，原標題「又是广西南丹！又一次瞒报矿难！该反思什么？ 」.
2. ↑  . 凤凰读书. 2008年10月26日  [2020-05-18]. （原始内容存档于2009-03-19）.. 該文摘於程美东. . 中共党史出版社. 2008年1月.
3. ↑  . 中国青年报. 2004-02-21  [2024-07-02]. （原始内容存档于2024-07-02）.
4. ↑  . 南国早报. 2017-09-30  [2024-07-02]. （原始内容存档于2024-07-02）.
5. ↑  . 开屏新闻. 2021-09-08  [2024-07-02]. （原始内容存档于2024-07-02）.

## 外部連結
- 广西南丹矿区发生特大透水事故（页面存档备份，存于）
- 广西南丹矿井事故